# Aranzazu

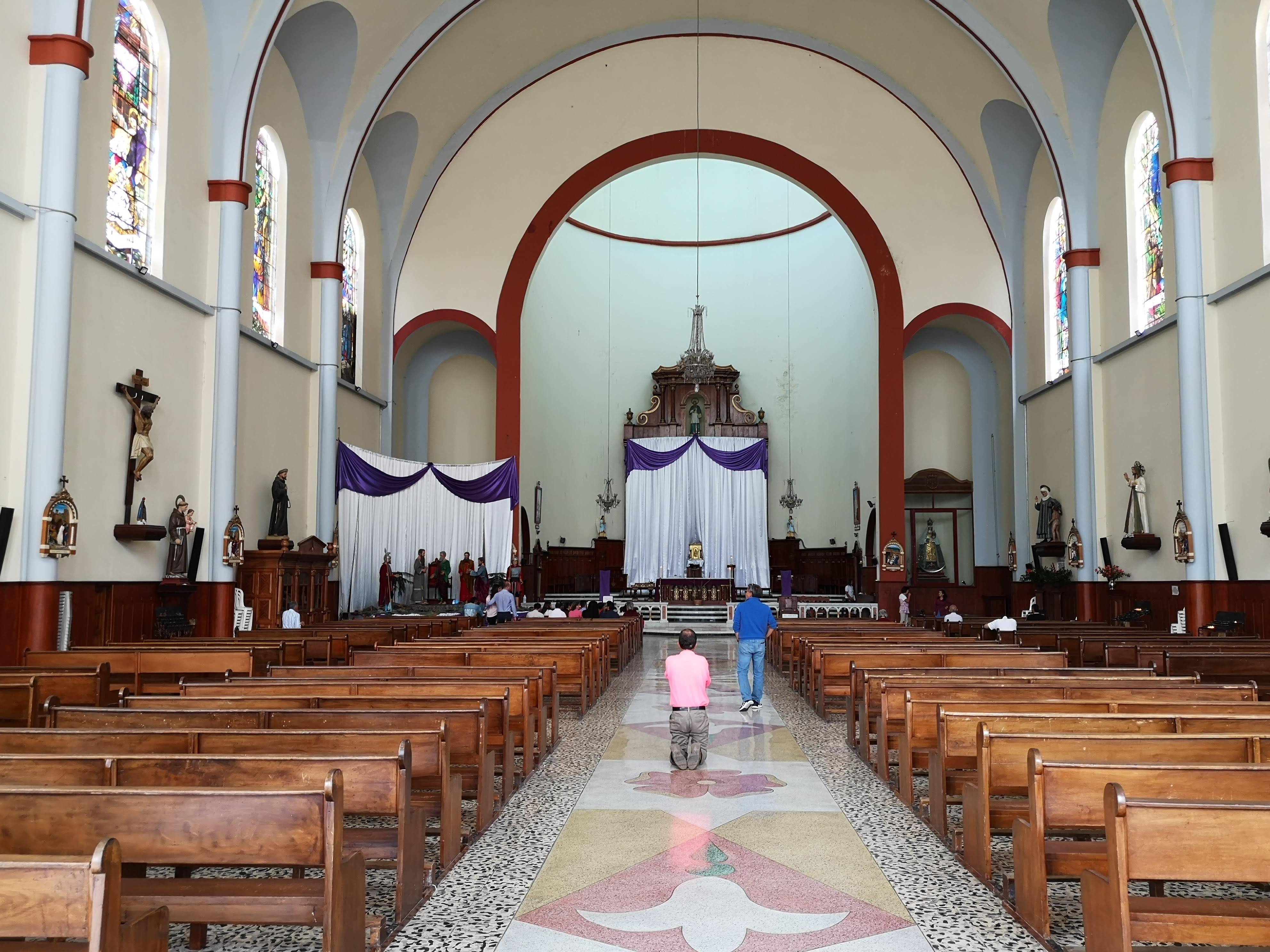
Iglesia de Nuestra Señora del Rosario, Aranzazu - interior

Aranzazu es un municipio del departamento de Caldas, ubicado en la región centro occidente de Colombia, con una población de 12.181 habitantes, aproximadamente. El municipio está ubicado al norte del departamento, a 52 kilómetros de la capital del departamento, Manizales. Pueblo de costumbres conservadoras, apacible con respecto a la violencia que se vive en varias regiones del país, cada dos años realiza las Fiestas de la Cabuya, celebradas en honor del cultivo del fique, del que se extrae la cabuya. Es un municipio comercial, debido a su ubicación geográfica; sus habitantes poseen buena habilidad para el comercio. Es considerado un remanso de paz.

## Toponimia
Y en relación con los motivos que hubo para llamarlo Aranzazu se tejen varias hipótesis, ninguna sin confirmar plenamente. La primera señala que fue un homenaje a Juan de Dios Aranzazu por su prestancia política, en reconocimiento a que su padre fue el primer propietario de los terrenos donde fue fundado el municipio, como quedó establecido en el capítulo dedicado a la Concesión. Es de anotar aquí, igualmente, que en el momento de la fundación ya Juan de Dios Aranzazu llevaba ocho años de haber fallecido. La segunda establece que, como los primeros pobladores de la provincia de Antioquia fueron personas de origen español, que llegaron después de la conquista, los legisladores vieron la oportunidad de rendir homenaje a España dándole al municipio no solamente el apellido de uno de sus hijos sino, al mismo tiempo, el nombre de uno de sus sitios de mayor tradición religiosa.
Según el libro de Pedro de Anasagasti, editado en España en 1975, y que lleva por nombre “Aránzazu”, este lugar español “goza de una topografía privilegiada, sugestiva por su variedad, bella por su armónico contraste. No posee la monótona uniformidad de mullidos valles, ni la ordenada sucesión de ciclópeos peñones. Sino que espeluznantes barrancos y siniestras oquedades, jugosos valles y rientes praderas, empinadas montañas y cimas vertiginosas, riscos ascéticos y selváticas colinas, cascadas glaciales y poéticos regatos le regalan un curioso y fascinador mosaico”. Esta descripción de Pedro de Anasagasti sobre Aránzazu es, desde luego, muy bucólica. Pero nos da la oportunidad de conocer un poco su paisaje, su clima, su ambiente. Aránzazu es, en la provincia vasca, un lugar privilegiado. Allí se levanta, imponente, la majestuosa basílica de Nuestra Señora de Aránzazu. Desde el año 1493, cuando se estableció allí la comunidad de los mercedarios, este hermoso lugar se convirtió en sitio de peregrinación constante debido a los milagros que se le atribuyen a la imagen. Más adelante, el 22 de abril de 1514, pasó a manos de la comunidad Franciscana, que la ha regentado hasta la fecha. Está formado por una serie de construcciones, en lo alto de la montaña, de singular belleza arquitectónica. Se llega allí por una carretera empinada que parte del poblado de Oñate, “paseándose entre verdes praderas florecidas, con pinceladas de flor de nabo y ocres de barbechos resecos”. 
Según el texto del fraile franciscano, es un lugar donde se respira espiritualidad, con un aire de recogimiento, que invita a la contemplación. Es necesario señalar aquí lo siguiente sobre el nombre de Aranzazu: según lo relata el cronista Esteban de Garibay, en su libro “Historia de los reinos de España”, este se pronunció por primera vez en la sierra que separa las provincias de Álava y Guipúzcoa, en el territorio vasco de España, exactamente en el sitio que hoy ocupa el santuario. Como dato histórico podemos señalar que fue pronunciado porque un pastor joven de nombre Rodrigo de Balzategui vio, mientras bajaba por las montañas de Aloña, cuando la Virgen se apareció en un tronco espinoso. Según el mismo cronista arriba citado, “era una imagen de la Virgen María, de pequeña proporción, con la figura de su hijo en los brazos, y una campana, a manera de grande cencerro al lado”. Conmovido por la visión de la virgen, el pastor dijo: "¿Arantzan zu?", expresión que en lenguaje vasco significa "¿Tú en el espino?". En el lugar donde se le apareció la imagen al pastor se erigió años después una hermosa basílica para venerar a la que desde entonces se llamaría Virgen de Nuestra Señora de Aránzazu, designada como patrona de la provincia de Guipúzcoa. Posteriormente, al sector se le dio el nombre de Aránzazu. Es de anotar que una réplica de la mencionada imagen fue traída hasta el municipio en agosto de 1991 por el sacerdote Jaime Galvis Giraldo. Hay que aclarar aquí, en todo caso, que no existe en España un pueblo que lleve el nombre de Aránzazu. Y, además, que la imagen original es de tamaño pequeño. 
En conclusión, la teoría que hasta el momento se ha sostenido sobre el origen del nombre de Aranzazu, que indica que este se le dio en homenaje a Juan de Dios Aranzazu por haber ocupado, en forma transitoria, la Presidencia de la República, es válida históricamente. Sin embargo, se debe aclarar que también se tuvo en cuenta el hecho de que en España existiera un sitio de peregrinación con el mismo nombre, aunque con diferente pronunciación. Tomando este nombre para el municipio caldense, la legislatura hacía dos reconocimientos a la vez. Por una parte, quedaba bien con España. Y, por la otra, perpetuaba el apellido de un hombre que, en su época, fue importante. En efecto, Juan de Dios Aranzazu, nacido en la población de La Ceja el 8 de marzo de 1798, se desempeñó como Presidente de la República entre el 5 de junio y el 20 de octubre de 1841, es decir, cuatro meses y quince días. Esto en razón de que en ese tiempo se desempeñaba como presidente del Consejo de Estado y le correspondía, constitucionalmente, reemplazar al primer mandatario en sus ausencias temporales o definitivas. 
En ese entonces el país llevaba el nombre de República de la Nueva Granada. Desempeñaba la Presidencia Pedro Alcántara Herrán quien, valga la anotación histórica, reemplazó en el cargo a José Ignacio de Márquez. Según el historiador Gabriel Henao Mejía, autor del libro biográfico “Juan de Dios Aranzazu”, publicado por el Ministerio de Educación en 1953, el hijo de José María Aranzazu tuvo amplia figuración en la vida política del país en la época comprendida entre los años 1820 – 1845, año de su muerte. Creemos, por lo tanto, que Juan de Dios Aranzazu merece una mención más amplia. A su trayectoria política dedicamos, en consecuencia, el siguiente segmento, porque es interesante que las nuevas generaciones tengan conocimiento de su trasunto vital.

## Historia
Los datos históricos que hasta el momento se han podido rescatar sobre el proceso de fundación de Aranzazu son, desafortunadamente, escasos. Sin embargo, en un informe rendido al concejo de la población el 22 de noviembre de 1871 por los señores Zacarías Alzate y Nicolás Arcila, estos dicen: “Se creó el Distrito de El Sargento, quitando para ello a Neira y Salamina una pequeña parte del territorio”. Más adelante señalan: “La Legislatura del Estado, por medio de la ley 199, divide en dos retazos de territorio el que ha formado de Aranzazu”. Aquí se refieren a la fundación del municipio de Filadelfia en terrenos que pertenecían a Aranzazu. A este tema nos referiremos más adelante. El decreto en mención lleva las firmas de los señores Valerio A Jiménez y Juan Manuel Sarrázola, Presidente y Secretario de la Legislatura de Rionegro, respectivamente.
Todo indica que desde el año 1852 los pobladores del caserío buscaban que fuera elevado a la categoría de distrito parroquial. Así, al menos, se desprende de un documento de 1864 elaborado por el concejo de entonces donde ese ente legislativo nombra al Juez Parroquial para que llame a testigos que puedan aportar información para establecer con claridad “quién o quiénes habían regalado los terrenos de la población, qué autoridad había intervenido en la fundación, cuántas calles y de qué anchura se habían determinado”. A responder este interrogatorio fueron llamados los señores Gabriel Peláez, Mateo Aristizábal, Ramón Gómez y Jesús Duque. Ellos contestaron al Juez Parroquial que “quién había vendido los solares y había regalado el terreno para el templo, la plaza y las calles había sido el señor Jesús Duque, que en la fundación no intervinieron más que la voluntad de los vecinos, que las calles fueron determinadas de ocho varas, menos detrás del templo, que sería de la anchura que se pudiera”. Más adelante agregan: “Por allá en el año 1852, algunas familias del antiguo Cantón de Marinilla, estrechas en su tierra natal y no bien favorecidas por la fortuna, resolvieron situarse en lo que hoy lleva el nombre de Aranzazu”. Este testimonio, sin embargo, no está del todo claro. Porque, como lo señalamos arriba, ya para el año 1843 había varias familias habitando estos terrenos.
Sobre el proceso de fundación se conoce que el señor José Antonio Botero le ofreció la suma de mil pesos al Doctor Santiago Gómez, residente en Marinilla, para que se desplazara hasta el municipio con el fin de conseguir la documentación necesaria para alcanzar tal propósito. Una vez presentados los documentos concernientes la legislatura de la Provincia de Córdova expidió la ley por medio de la cual se erigía un distrito parroquial en la municipalidad de Salamina. El documento, que no tiene número de radicación ni considerandos, dice lo siguiente: ”Artículo 1.-Se crea un distrito parroquial denominado El Sargento en el punto que lleva este nombre, en la municipalidad de Salamina, cuyos límites serán los siguientes: Desde la confluencia del río Chambery con la quebrada de Sabanalarga; esta arriba a su origen y de aquí a la cima de la cordillera; por esta en derechura al Cardal; por esta abajo hasta la derechura del nacimiento de la quebrada Felicia; aguas abajo hasta la confluencia de la quebrada de Muelas; por esta hasta la de Tareas hasta su confluencia con el río Tapias; esta abajo hasta la desembocadura en el río Cauca; esta abajo hasta donde entra la quebrada Luisa; siguiendo esta hasta su origen y de aquí hasta la cordillera de El Perro; por esta en derechura de la quebrada Amoladora; esta abajo hasta su confluencia en el Chambery; por esta arriba hasta el punto que se ha citado como primer lindero”. 
En el artículo tercero de esta ley se establece que el gobernador de la provincia queda encargado para allanar los inconvenientes en la elección de los empleados. Aparece firmada en Rionegro el 9 de noviembre de 1853. Como puede verse, el decreto es demasiado sucinto. Aquí no se especifica quienes serán sus autoridades. El texto simplemente se limita a establecer unos linderos, nada más. El decreto tiene vigencia jurídica a partir del 1 de enero de 1854. Es en esta fecha, entonces, cuando se inicia la vida administrativa del municipio. Ese día toman posesión de sus cargos las primeras autoridades, nombradas por el gobernador de la provincia de una lista puesta a su consideración por los fundadores.

### Fundadores
El Sargento fue el primer nombre que llevó el municipio. Todo indica que se le dio en homenaje al Sargento Buenaventura Escobar, en ese entonces oficial del General José María Córdova en la batalla de El Santuario, quien en calidad de fugitivo militar llegó a este poblado antes de sus fundadores. Aquí encontró refugio. Cuando varios de los pobladores llegaron al pequeño caserío que era entonces Aranzazu se encontraron con el militar que trataba de establecerse en la región. Los fundadores arribaron meses después que el sargento Buenaventura Escobar, provenientes de Marinilla, Sonsón, Rionegro y Santuario, en busca de nuevas tierras para colonizar. El Sacerdote José Felipe López Montes, citado en varias oportunidades, en su libro “Historia de Aranzazu”, cuya primera edición circuló en 1934, presenta una larga lista de personas como fundadores del poblado. Entre ellos destaca a los señores José María Ocampo, Ciriaco García, Celio Pérez, Juan Antonio Montes, Jesús María Duque, Miguel Peláez, Torcuato Marín, Juan Nepomuceno Ramírez, Alejandro Granada, Ramón Ospina, José María Gómez, Ignacio Naranjo, León Orozco, Joaquín Vélez, Eustaquio Duque, Manuel Salazar, José Vásquez, Juan José Ortiz, Ildefonso González, Ramón Gómez, Vicente Montoya, Valentín Sánchez, Antonio Gómez, Estanislao Salazar, Nepomuceno Serna y José Domingo Flórez.

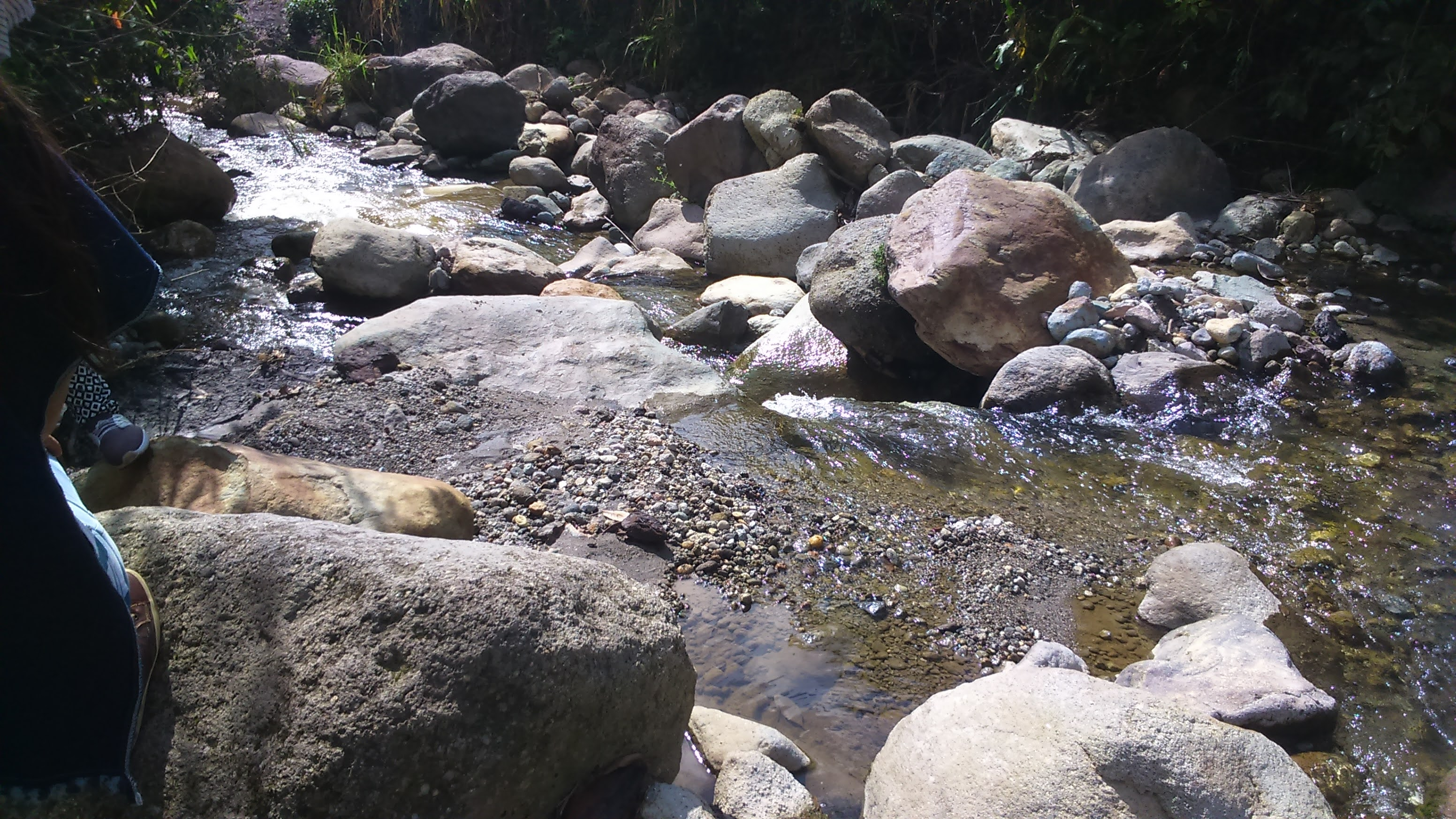
Río Guarango

En los nombres anteriores coinciden algunas personas que se han interesado en escudriñar la historia de Aranzazu, como el médico Oftalmólogo Marino Alzate Ospina, el abogado Antonio José López García y el educador Roberto Agudelo Flórez, todos fallecidos. También José Luis Ramírez Arcila quien, como atrás se dijo, dejó inédito un trabajo sobre la historia de Aranzazu hasta 1949. Son los mismos que aparecen en una placa colocada a la entrada de la alcaldía, en el descanso de las escalas. Aunque algunos historiadores señalan que su fundación se efectuó en terrenos propiedad de la sociedad González Salazar y Cía, hay quienes afirman que en esa época esos terrenos pertenecían al señor Jesús María Duque. Este los había comprado, según escritura pública, a la sociedad antes mencionada. Esta, a su vez, se hizo a su propiedad después de la muerte de los herederos de José María Aranzazu, en una maniobra no muy transparente, como quedó dicho en el capítulo dedicado a la Concesión Aranzazu. Es de anotar, igualmente, que cuando los fundadores llegaron ya se habían asentado en estos terrenos, desde 1840, varios colonos, entre ellos el señor Fermín López, quien fuera uno de los fundadores de Salamina, en 1825, y quien después emigra hacia Santa Rosa de Cabal. De otra parte, es necesario señalar que la fundación de Aranzazu se produjo en terrenos que pertenecían a los municipios de Salamina y Neira. De la misma forma, la fundación del municipio de Filadelfia se hizo en terrenos que pertenecían a Aranzazu y a Neira. En el contexto histórico se debe reseñar que para el año de su fundación el país llevaba el nombre de República de la Nueva Granada. Y La presidencia era ocupada por José María Obando, quien reemplazó a José Hilario López. Este, a su vez, fue derrocado por José María Melo.

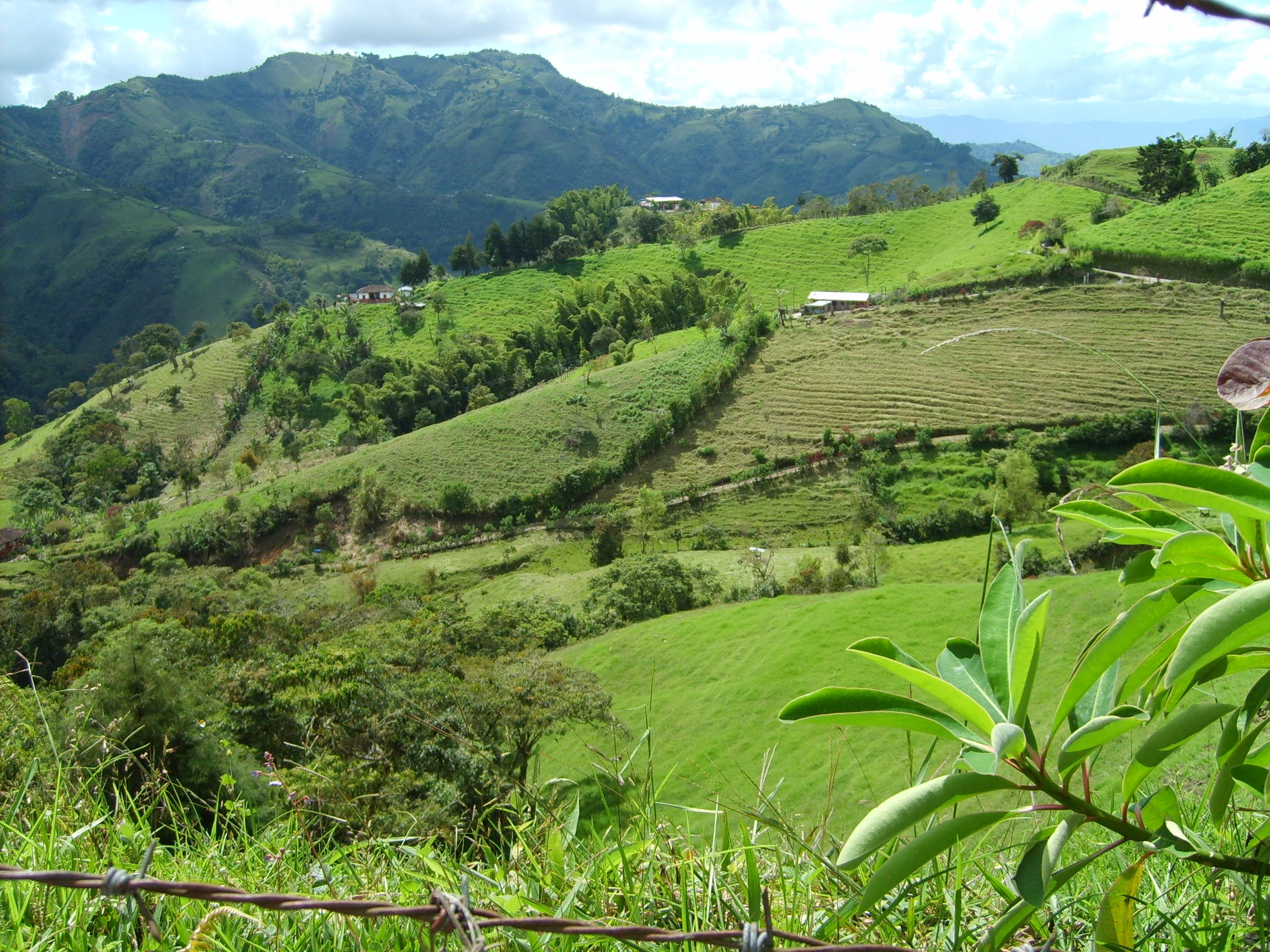
Vereda La Floresta

### Nuevo nombre
El primer nombre que se le colocó al pequeño poblado fue El Sargento. Este nombre lo llevó solamente hasta el 22 de agosto de 1855. Porque a partir de ese día, mediante decreto firmado en la ciudad de Medellín por los señores José María Martínez como presidente de la legislatura de Antioquia y Manuel Antonio Hernández como su secretario, respectivamente, continuó llevando el nombre de Aranzazu. Posiblemente consideraron que El Sargento no era un nombre bonito, sonoro, agradable al oído. Y decidieron cambiarlo. Además el gentilicio quedaba sonando hueco, sin contenido, con ausencia de poesía. Porque no suena igual decir sargentanos que aranzacitas. No se ha podido establecer, sin embargo, quién sugirió a la mencionada legislatura el cambio de nombre.

## División Político-Administrativa
Además de su Cabecera municipal. Aranzazu tiene bajo su jurisdicción los siguientes Centros poblados:
- La Honda
- San Rafael

## Símbolos

### Escudo
Fue diseñado por Eduardo Ramírez Castro. Se cubre de plata, partido en jefe de azur, tres abejas de oro y un gorro frígido en gules, cruzado por dos ramas de olivo. Por timbre una cinta de oro con la divisa “TRABAJO Y LIBERTAD” . Símbolos de los colores y figuras del Escudo:
- El azul es símbolo de justicia, verdad, caridad, hermosura, majestad y serenidad.
- La plata denota pureza, integridad, firmeza, honradez y elocuencia.
- El oro simboliza: nobleza, riqueza, poder, constancia, sabiduría, fuerza y fe.
- El gules, denota valor, fortaleza y victoria.
- El sinople es símbolo de esperanza, abundancia, amistad, generosidad y respeto.
- El jefe (tercera parte superior del escudo), es pieza honorable de primer orden y además de su rico simbolismo por el color azul, denota por los objetos (abejas de oro) que el trabajo es nuestra única garantía para lograr la paz y la libertad, representadas por el gorro frígido y las ramas de olivo.
- Las abejas simbolizan el orden, el trabajo, la laboriosidad, la industria y el comercio.

### Bandera
Está formada por dos fajas horizontales de igual tamaño. La primera faja es de color blanco que simboliza la pureza, firmeza y elocuencia. La segunda faja es de color verde. Simboliza la abundancia, la esperanza, la seguridad y el respeto.